# Mérida Unión Deportiva
Il Mérida Unión Deportiva era una società calcistica spagnola con sede nella città di Mérida, nella comunità autonoma dell'Estremadura.

## Storia
Il Mérida Unión Deportiva è stato fondato nel 2000 dopo il fallimento del CP Mérida, che era stato fondato nel 1912 come Emeritense Sportiva e aveva disputato anche la Primera División.
Alla fine, la squadra riserve del club il Mérida Promesas, nato nel 1990, cambiò il suo nome di Unión Deportiva, andando a prendere posto del Club Polideportivo come squadra principale della città. Essendo una squadra riserve, aveva disputato quasi sempre la Tercera División, ma negli ultimi anni era riuscito ad arrivare in Segunda División B, prima di ritornare in Tercera División nel 2009. 

### Nomi del Club
- UD Mérida Promesas — (1990–2000)
- UD Mérida — (2000–2005)
- Mérida UD – (2005–2013)

## Stagioni
| Stagione | Divisione             | Posizione | Coppa del Re |
| -------- | --------------------- | --------- | ------------ |
| 1990/91  | Categorias Regionales | 1ª        |              |
| 1991/92  | 3ª                    | 6ª        |              |
| 1992/93  | 3ª                    | 10ª       |              |
| 1993/94  | 3ª                    | 3ª        |              |
| 1994/95  | 3ª                    | 9ª        |              |
| 1995/96  | 3ª                    | 4ª        |              |
| 1996/97  | 3ª                    | 5ª        |              |
| 1997/98  | 3ª                    | 2ª        |              |
| 1998/99  | 3ª                    | 4ª        |              |
| 1999/00  | 3ª                    | 1ª        |              |

| Stagione | Divisione | Posizione | Coppa del Re  |
| -------- | --------- | --------- | ------------- |
| 2000/01  | 3ª        | 2ª        |               |
| 2001/02  | 2ªB       | 4ª        |               |
| 2002/03  | 2ªB       | 13ª       | Primo turno   |
| 2003/04  | 2ªB       | 18ª       |               |
| 2004/05  | 3ª        | 1ª        |               |
| 2005/06  | 2ªB       | 9ª        | Secondo turno |
| 2006/07  | 2ªB       | 15ª       |               |
| 2007/08  | 2ªB       | 4ª        |               |
| 2008/09  | 2ªB       | 7ª        | Secondo turno |
| 2009/10  | 3ª        | 5ª        | Terzo turno   |

- 7 stagioni in Segunda División B
- 15 stagioni in Tercera División
- 1 stagione in Categorías Regionales

## Stadio
Il Mérida gioca le sue partite casalinghe allo stadio Romano, che ha una capacità di 14.600 spettatori.

## Palmarès

### Competizioni nazionali
- Tercera División: 3

1999-2000, 2004-2005, 2018-2019

### Altri piazzamenti
- Tercera División:

Secondo posto: 1997-1998, 2000-2001
Terzo posto: 1993-1994